# Мелетий Сириг
Иеромонах Мелетий (в миру Марк Сири́г, греч. Μάρκος Συρίγος; 1585 — 17 апреля 1663) — иеромонах, родом критянин, ученый и протосинкелл Константинопольской церкви.

## Биография
Мелетий Сириг стал известен благодаря своему творению «Мелетия Сирига противоглаголание на изложенное исповедание веры», которое было направлено против кальвиниского учения, замеченного в книге Исповедание Веры. В 1643 году Мелетий был послан в Молдавию, где принимал участие на Ясском соборе. На этом же соборе он исправил некоторые места из «Исповедания Веры», переделав её под православную традицию. После проделанных изменений эта книга наконец получила одобрение со стороны восточных патриархов и архиереев. С тех пор «Исповедание Веры» стало самым авторитетным пособием по катехизису.
Среди его сочинений известны: «Сказание о св. иконе Портаитской, како прииде в обитель Иверскую», О св. обители Иверской", «Сказание о св. горе Афонской», «Память преподобных отец наших в пещере Киевской подвизавшихся», а также «Канон молебный ко всем святым печерским киевским российским чудотворцем» (напечатанный в Следованной Псалтири, Киев, 1643).